# Syzygonia cyanocephala
Syzygonia cyanocephala – gatunek błonkówki z rodziny Pergidae, jedyny przedstawiciel rodzaju Syzygonia.

## Zasięg występowania
Ameryka Południowa, notowany w Argentynie, płd. i wsch. Brazylii (stany Minas Gerais, Piauí, Rio Grande do Sul, Rio de Janeiro, Santa Catarina i São Paulo) oraz w Chile.

## Budowa ciała
Gąsienice mają po dwa wyrostki na tylnym końcu tułowia (podobnie jak u rodzaju Philomastix).

## Biologia i ekologia

### Odżywianie
Roślinami żywicielskimi są drzewa  z rodzaju Tibouchina (np. Tibouchina mutabilis) z rodziny zaczerniowatych. Gąsienice żerują gromadnie.

### Rozród
Samica składa pakiet jaj przytwierdzając go do nerwu głównego. Następnie pilnuje zarówno jaj, jak i larw.